# Frisón de Sylt
El frisón de Sylt (autoglotónimo, Söl'ring; en alemán: Sylterfriesisch) es un dialecto del idioma frisón septentrional, hablado en la isla de Sylt. Junto con los dialectos Fering, Öömrang y Halunder, forma parte del grupo insular de los dialectos frisones del norte. Difiere de los dialectos de tierra firme por la influencia relativamente intensa que ha sufrido por parte de la lengua danesa.